# Caedicia araucariae
Caedicia araucariae är en insektsart som beskrevs av Rentz, D.C.F. 1988. Caedicia araucariae ingår i släktet Caedicia och familjen vårtbitare. Inga underarter finns listade i Catalogue of Life.